# David Rice
David Rice (High Wycombe, 1 januari 1989) is een Britse tennisspeler. Hij heeft nog geen ATP-toernooi gewonnen. Wel deed hij al mee aan Grand Slams. Hij heeft één challenger in het dubbelspel op zijn naam staan.

## Palmares dubbelspel
| Nr.                              | Datum             | Toernooi | Ondergrond | Partner       | Tegenstanders in finale     | Score       |
| -------------------------------- | ----------------- | -------- | ---------- | ------------- | --------------------------- | ----------- |
| Gewonnen challengers herendubbel |                   |          |            |               |                             |             |
| 1.                               | 17 september 2012 | İzmir    | Hardcourt  | Sean Thornley | Brydan Klein Dane Propoggia | 7-6(8), 6-2 |

## Prestatietabel (Grand Slam) dubbelspel
| Legenda | Legenda                          |
| ------- | -------------------------------- |
| g.t.    | geen toernooi gehouden           |
| l.c.    | lagere categorie                 |
| –       | niet deelgenomen                 |
| G       | uitgeschakeld in de groepsfase   |
| 1R      | uitgeschakeld in de eerste ronde |
| 2R      | uitgeschakeld in de tweede ronde |
| 3R      | uitgeschakeld in de derde ronde  |
| 4R      | uitgeschakeld in de vierde ronde |
| KF      | uitgeschakeld in de kwartfinale  |
| HF      | uitgeschakeld in de halve finale |
| F       | de finale verloren               |
| W       | het toernooi gewonnen            |
| w-v     | winst/verlies-balans             |

| Grandslamtoernooien   |      |      |        |
| Australian Open       | –    | –    | 0-0    |
| Roland Garros         | –    | –    | 0-0    |
| Wimbledon             | 1R   | 1R   | 0–2    |
| US Open               | –    | –    | 0-0    |
| Winst-verlies         | 0–1  | 0–1  | 0-2    |
| ATP World Tour Finals |      |      |        |
| ATP World Tour Finals | –    | –    | 0-0    |
| Olympische Spelen     |      |      |        |
| Olympische Spelen     | g.t. | g.t. | 0-0    |
| Statistieken          |      |      |        |
| Totaal aantal titels  | 0    | 0    | 0      |
| Eindejaarsranking     | 192  | 214  | n.v.t. |